# Al Safi Farm
Die Al Safi Farm (auch Al Safi Dairy; arabisch مزرعة ألبان الصافي, DMG mazraʿat albān aṣ-Ṣāfī) ist der größte Milchviehbetrieb der Welt. Das Unternehmen befindet sich im Gouvernement al-Chardsch im Wādī as-Sahbāʾ in der saudi-arabischen Rub-al-Chali-Wüste, rund 100 km entfernt von der Hauptstadt Riad. Bis zu 50.000 Milchkühe und Nachzucht werden hier gehalten; die jährliche Milchproduktion liegt bei über 170 Millionen Litern.

## Geschichte
Bereits in den 1940er Jahren hatte Abdullah ibn Suleiman al-Hamdan begonnen, in Al-Kharj die Milchproduktion zu etablieren. Umfangreicher engagierte sich die saudi-arabische Königsfamilie ab Ende der 1970er Jahre in der Branche. Prinz Abdullah ibn Faisal (1921–2007), ältester Sohn von König Faisal ibn Abd al-Aziz, gründete dafür die königliche Gesellschaft Al Faisaliah mit Sitz in Riad und baute dann die Tochtergesellschaft Al Safi in Al-Kharj auf. Im Jahr 1981 war die Anlage fertiggestellt und es wurden 6.500 Holstein-Friesian-Milchkühe aus Kanada eingeführt. 1998 wurde der Betrieb mit seinen damals 24.000 Tieren und 3400 Hektar bewirtschafteter Landfläche in das Guinness-Buch der Rekorde als größter Milchviehbetrieb der Welt eingetragen. Um die weitere Expansion zu ermöglichen, wurde Al Safi 2001 zu einem Joint Venture mit der französischen Danone-Gruppe. Seitdem werden die hier hergestellten Produkte unter der Marke Al Safi Danone vertrieben. Im Jahr 2009 wurden bei Al Safi bereits 37.000 Kühe gehalten. 2023 berichtet eine Dokumentation von 50 000 Rindern samt Aufzucht.(RTL)

## Heute
Al Safi ist ein Milchproduzent, dessen Organisation von einer starken vertikalen Integration geprägt ist. Nicht nur das Futter wird vor Ort produziert, auch die Weiterverarbeitung der Milch erfolgt im Unternehmen. Homogenisierte Frischmilch, Jogurt und Fitnessgetränke sind die Haupterzeugnisse des Unternehmens; trotz Exportes kann so rund ein Drittel des Molkereiprodukte-Bedarfs von Saudi-Arabien gedeckt werden.
Neben 500 Meter langen Laufställen, die Platz für je 1500 Kühe bieten, verfügt Al Safi über sieben CAN-Bus-vernetzte Melkstände (Side-by-side) für je 80 Kühe. Die Ställe sind mit Wassersprayanlagen (sogenannte Cattle-Cooler) ausgestattet, die die Milchkühe ab einer Temperatur von 27 °C beregnen; die Außentemperaturen können bis zu 55 °C erreichen.
Futterpflanzen werden auf einer bewässerten Fläche von rund 10 Quadratkilometern angebaut. Die Anbauflächen, die zu Beginn noch in der Nähe waren, wurden in entferntere Standorte verlegt, um die örtlichen Wasserquellen zu schonen. Die im Betrieb angelieferten Pflanzen werden dort in Mischanlagen zu auf Rhodes- (Chloris gayana), Sudangras- und Luzerneheu basierendem TMR verarbeitet. Die durchschnittliche Tagesmilchleistung einer Kuh beträgt rund 35 Liter; die ertragreichsten Kühe erreichen auch Tagesleistungen von 70 Litern. Es wird dreimal täglich gemolken, je acht Minuten. Der Wasserverbrauch ist enorm, ein Liter Milch erfordert etwa 2500 bis 3500 Liter Wasser. Die benötigten Brunnen erreichen mittlerweile eine Tiefe von 2000 Metern; das aus dieser Tiefe geförderte Wasser muss vor der Verwendung zunächst gekühlt werden. 80 % des Wasserverbrauchs in Saudi-Arabien gehen auf das Konto der Landwirtschaft.
Täglich werden etwa 60 Kälber geboren. Bullenkälber werden drei Monate nach der Geburt geschlachtet.
Geschäftsführer von Al Safi ist Prinz Mohammed bin Khalid Al Faisal, ein Enkel des Gründers.